# Macronympha
Macronympha ist ein 1991 debütiertes Noiseprojekt. Das Duo wird der ersten Generation des Subgenres Harsh Noise Wall zugerechnet.

## Geschichte
Unter dem Einfluss von Post-Industrial und Noise-Interpreten wie Controlled Bleeding begann Joseph Roemer in den 1980er Jahren damit, mit Ideen des Noise und Industrial zu experimentieren. Nachdem er Japanoise für sich entdeckt hatte, kaufte er eine erstes Vierspuraufnahmegerät. Im Jahr 1989 traf er auf Rodger Stella. Gemeinsam experimentierte das Duo mit der Aufnahme und Tontechnik, bevor sie 1990 das erste Band aufnahmen und 1991 mit dem Projekt Macronympha und dem Album Insane Torture Device debütierten. Das Duo gilt neben Schloss Tegal und Black Leather Jesus als eines der essentiellen Projekte der 1990er-Jahre im Industrial und Noise der Vereinigten Staaten. Mit zunehmender Erfahrung gründete das Duo weitere Projekte, um den Facetten des eigenen Klangs mehr Raum zu geben, darunter OVMN, Mother Savage und One Dark Eye.
Mit Macronympha veröffentlichte das Duo über 200 Tonträger. Die Veröffentlichungen erschienen über das eigene Label des Duos Mother Savage Noise Productions sowie über bekannte Unternehmen des Noise und Industrial wie Less Than Zero, Old Europa Café, RRRecords und Self Abuse Records. Darunter waren auch Split-Alben mit Incapacitants und The Rita.

## Stil
Das Projekt gilt als eines der prägenden der amerikanischen Variante des Harsh Noise Wall. Die amerikanische Variante gilt als etwas dynamischer gegenüber der europäischen. Anstelle einer kontinuierlich dröhnenden Klängfläche nutzt Macronympha Texturen und unterschiedliche sich organisch entwickelnde ‚Noisewände‘.
Neben Harsh Noise Wall wirkt das Werk von Macronympha in den Noise und Power Electronics. Macronympha ist bekannt für intensive und experimentelle Klanglandschaften. Dabei bietet Macronympha charakteristisch Harsh-Noise-Elemente und tiefe, dröhnende Bassklänge in einer kontinuierlichen Klangentwicklung, die als statisch wahrgenommen wird und von Verzerrung geprägt ist.

## Diskografie (Auswahl)
- 1991: Insane Torture Device (Album, Mother Savage Noise Productions)
- 1992: Indoctrination / Blast Furnace (Split-Album mit Grae.Com, RRRecords)
- 1992: Physical Chaos (Album, Mother Savage Noise Productions)
- 1993: Noise Terrorism (Album, Mother Savage Noise Productions)
- 1994: Insemination Bath / Radio for the People (Album, Stinky Horse Fuck)
- 1994: Naked Denunciation of Infrasonic Exchange (Album, Mother Savage Noise Productions)
- 1994: Slash (Split-Album mit The Grey Wolves, Sol Niger)
- 1994: Relentless Agony (Album, Art Konkret)
- 1994: Ultimate Vibrator (Album, Mother Savage Noise Productions)
- 1995: Grind (Album, Old Europa Café)
- 1995: Notes from Underground (Album, Self Abuse Records)
- 1995: The Spectacle of Ravishing Our Maidens (Album, Mother Savage Noise Productions)
- 1995: White Music (Album, Mother Savage Noise Productions)
- 1995: Whorechestra (Album, Mother Savage Noise Productions)
- 1995: Pittsburgh, Pennsylvania (Album, Praxis Dr. Bearmann)
- 1996: Collapsing Infrastructure Part 2 (Album, Mother Savage Noise Productions)
- 1996: Obliteration (Split mit Government Alpha, Xerxes / Mother Savage Noise Productions)
- 1997: Amplified Humans (Album, SE Productions)
- 1998: New Noise Loops / Motors and Fine Art (Album, Mother Savage Noise Productions)
- 1998: Intensive Care (Album, Self Abuse Records)
- 1999: Biometrics (Split-Album mit K2, RRRecords)
- 2002: Membranes and Black Holes (Album, Freak Animal Records)
- 2006: Measuring, Monitoring, Calibrating (Album, Mother Savage Noise Productions)
- 2009: Mental Noise (Album, Mother Savage Noise Productions)
- 2010: III (Album, Mother Savage Noise Productions)
- 2011: Noise Room (Album, Mother Savage Noise Productions)
- 2012: Appetite for Construction (Box-Set, Bizarre Audio Arts)
- 2013: Studio 95 (Album, Triangle)
- 2014: Cut-Ups, Drones & Other Weird (Album, Mother Savage Noise Productions)
- 2015: Keystoned (Album, Bacteria Field)
- 2016: Purulent Recollections (Album, White Centipede Noise)
- 2017: Collaboration (Kollaborations-Album mit Vomir, Bizarre Audio Arts)
- 2018: Discovering the Unknown (Album, Bizarre Audio Arts)
- 2020: Split (Split-Album mit Kanchen-junga, Bizarre Audio Arts)
- 2020: Split (Split-Album mit Gaitho, Bizarre Audio Arts)
- 2021: Grind (Album, Influencing Machine)
- 2023: Membranes and Black Holes (Album, Freak Animal)
- 2025: Relentless Agony (Album, Tribe Tapes)